# Vall d'Ebo (kommunhuvudort i Spanien)
Vall de Ebo är en kommunhuvudort i Spanien.   Den ligger i provinsen Provincia de Alicante och regionen Valencia, i den östra delen av landet, 400 km sydost om huvudstaden Madrid. Vall de Ebo ligger 396 meter över havet och antalet invånare är 346.
Terrängen runt Vall de Ebo är lite bergig. Runt Vall de Ebo är det glesbefolkat, med 18 invånare per kvadratkilometer. Närmaste större samhälle är Gandia, 18,0 km norr om Vall de Ebo. Omgivningarna runt Vall de Ebo är i huvudsak ett öppet busklandskap.